# Picture exchange communication system
Picture exchange communication system (PECS) är en metod till alternativ eller stödjande kommunikation. Vanligen används det för att lära eller stödja autistiska barn att kommunicera med sin omvärld.
PECS har utvecklats i USA av psykologen Andrew Bondy talterapeuten Lori Frost. 